# Straßenbahn Odense
Die Straßenbahn Odense, dänisch Odense Sporvej, war ein Straßenbahnbetrieb in der dänischen Stadt Odense, der vom 9. September 1911 bis zum 30. Juni 1952 bestand.
2015 wurde die Wiedereinführung der Straßenbahn als Stadtbahn, der Odense Letbane, beschlossen. Diese wurde am 28. Mai 2022 eröffnet.

## Geschichte
Am 9. September 1911 wurde die Hauptlinie zwischen Fruens Bøge und dem Hauptbahnhof eröffnet. Bereits am 6. Oktober wurde diese Linie vom Hauptbahnhof zum Bülowsvej verlängert. Die Inbetriebnahme der Hafenlinie zwischen Flakhaven und dem Hafen erfolgte am 3. Juli 1913. Im gleichen Jahr erfolgte die Verkürzung dieser neuen Strecke vom Flakhaven zur Ecke Østre Stationsvej / Nørregade.
Betreiber der Straßenbahn war die A/S Odense elektriske Sporvei. 1919 verkaufte die Allmänna Svenska Elektriska Aktiebolaget (ASEA) ihren Anteil an der Gesellschaft an die Stadt Odense, die Straßenbahn ging damit vollständig in kommunalen Besitz über.
Am 10. November 1923 wurde die Hauptlinie nach Hunderup Skov verlängert. Die erste Stilllegung erfolgte am 21. März 1926, als die Hafenlinie zwischen dem Hafen und der Ecke Buchwaldsgade / Skibhusvej eingestellt wurde. Als Ersatz dafür wurde die Skibhuslinie nach Bøgebjergvej am 30. Mai 1926 in Betrieb genommen. 1928 wurde die Hauptlinie verlegt und führte danach südlich am Rathaus vorbei.

## Einrichtung eines O-Bus-Betriebes
Nur 13 Jahre nach der Inbetriebnahme wurde die Skibhuslinie am 3. Juli 1939 stillgelegt und ab dem 8. August 1939 durch eine Oberleitungsbus-Linie ersetzt.
Am 30. Juni 1952 erfolgte die Stilllegung des Restbetriebes, der nur noch aus der Hauptlinie bestand. Zwischen dem Hauptbahnhof und
Hunderup Skov wurde als Ersatz die O-Bus-Linie verlängert.
Am 16. November 1959 erfolgte die Einstellung des O-Bus-Betriebes.

## Fahrzeuge
Für den Betrieb wurden folgende Fahrzeuge beschafft, die allesamt zweiachsig und für den Zweirichtungsbetrieb ausgestattet waren:
| Triebwagen | Triebwagen   | Triebwagen | Triebwagen | Triebwagen                                                                          |
| Nummer     | Hersteller   | Bauart     | Baujahr    | Besonderes                                                                          |
| ---------- | ------------ | ---------- | ---------- | ----------------------------------------------------------------------------------- |
| 1–11       | ASEA         | 2xZR       | 1911       |                                                                                     |
| 12–14      | ASEA         | 2xZR       | 1911       | Nr. 12 im Straßenbahnmuseum Skjoldenæsholm erhalten                                 |
| 15         | HAWA/SSW     | 2xZR       | 1923       |                                                                                     |
| 16–17      | Scandia/SSW  | 2xZR       | 1924       |                                                                                     |
| Beiwagen   |              |            |            |                                                                                     |
| Nummer     | Hersteller   | Bauart     | Baujahr    | Besonderes                                                                          |
| 51–58      | ASEA         | 2xZR       | 1911       | offene Wagen, Nr. 51 im Straßenbahnmuseum Skjoldenæsholm erhalten                   |
| 59–61      | ASEA         | 2xZR       | 1913       | offene Wagen, 1919/20 umgebaut, Nr. 59 im Straßenbahnmuseum Skjoldenæsholm erhalten |
| 30–33      | ASEA         | 2xZR       | 1913       |                                                                                     |
| 34–35      | SSB          | 2xZR       | 1922/23    | für Magdeburg gebaut                                                                |
| 13–37      | Familleureux | 2xZR       | 1927       |                                                                                     |
| 38–39      | OES          | 2xZR       | 1935       |                                                                                     |